# Зверево (Донецкая область)
Зверево (укр. Звірове) — село на Украине, находится в Покровском районе Донецкой области.
Код КОАТУУ — 1422784503. Население по переписи 2001 года составляет 1037 человек. Население села эвакуировано. Почтовый индекс — 85305. Телефонный код — 623.